# Michele Zaza
Michele Zaza (10 de abril de 1945 - 18 de julho de 1994) foi o chefe do Clan Zaza, uma poderosa organização camorrista que havia como base a Nápoles. Zaza foi considerado uma figura mais importantes do narcotráfico.

## Inícios
Michele Zaza nasceu em Procida o 10 de abril de 1945. Seu pai foi pescador. Sua primeira prisão acontece os 16 anos pôr lutar. Após esse período, tornou-se aprendiz do Clã Maisto e ao fechar o contrabando no Porto de Marrocos, transferiu-se para Nápoles e esta atuou no lucro da Camorra, principalmente do Clã Zaza. 

## Ligações com a Máfia Siciliana
Além de ser membro da Camorra, Michele Zaza também foi iniciado na Máfia Siciliana. Zaza tinha grandes contatos com Stefano Bontate e Rosario Riccobono. Vários clãs da Camorra e da Máfia chegaram a um acordo sobre a divisão dos carregamentos de cigarros contrabandeados que chegavam no porto de Nápoles, em Marano. Más de acordo com o traidor da Máfia (pentito) Tommaso Buscetta, o acordo terminou porque Bontate considerou Zaza um perigo já que aprendeou em um livro como descarregar cigarros apenas na Campânia e não na Sicília.
Os Zaza criaram Nuova Famiglia (NF), uma coalizão de clãs da Camorra para enfrentar a Nuova Camorra Organizzata (NCO) de Raffaele Cutolo. Cutolo queria unir a Camorra sob sua liderança. O apoio da máfia siciliana foi crucial na guerra entre a NF e o NCO, que terminou com a derrota de Cutolo.

## Problemas legais
Em 1982, Zaza foi preso e acusado de narcotráfico no investigação de Pizza Connection más consegue fugir aproveitando problemas cardíacos a França. Em 1989, foi novamente preso em França e ele pegaria 3 anos de prisão más foi liberado em novembro 1991 por cumprir o 90% de condenação.

## Prisão e morte
Zaza é detido novamente pôr última vez em 12 de maio de 1993, em Villeneuve-Loubet, França e extraditado para a Itália em março de 1994. Ele faleceu em 18 de julho de 1994, devido ao infarto.